# Afrikaans kampioenschap voetbal 2015
De 30ste editie van het Afrikaans kampioenschap voetbal werd gehouden in Equatoriaal-Guinea. De winnaar was Ivoorkust na een strafschoppenserie van 22 penalty's tegen Ghana. Het toernooi zou eigenlijk plaatsvinden in Marokko. Vanwege de ebola-uitbraak in West-Afrika wilde dat land het toernooi uitstellen maar de CAF weigerde dit. Vervolgens gaf Marokko de organisatie terug en wees de CAF op 14 november 2014 Equatoriaal-Guinea aan. Marokko werd van deelname uitgesloten en het gastland werd aan de deelnemende landen toegevoegd. Het toernooi begon vervolgens op 17 januari 2015 met een openingswedstrijd tussen het gastland en Congo-Brazzaville.

## Kwalificatie

### Gekwalificeerde landen
| Land               | Gekwalificeerd als | Datum van kwalificatie | Aantal deelnames | Laatste deelname | Beste resultaat                  |
| ------------------ | ------------------ | ---------------------- | ---------------- | ---------------- | -------------------------------- |
| Equatoriaal-Guinea | Gastland           | 14 november 2014       | 2                | 2012             | Kwartfinales (2012)              |
| Kaapverdië         | Winnaar Groep F    | 15 oktober 2014        | 2                | 2013             | Kwartfinales (2013)              |
| Algerije           | Winnaar Groep B    | 15 oktober 2014        | 15               | 2013             | Winnaar (1990)                   |
| Tunesië            | Winnaar Groep G    | 14 november 2014       | 17               | 2013             | Winnaar (2004)                   |
| Zuid-Afrika        | Winnaar Groep A    | 15 november 2014       | 9                | 2013             | Winnaar (1996)                   |
| Zambia             | Tweede Groep F     | 15 november 2014       | 17               | 2013             | Winnaar (2012)                   |
| Kameroen           | Winnaar Groep D    | 15 november 2014       | 17               | 2010             | Winnaar (1984, 1988, 2000, 2002) |
| Gabon              | Winnaar Groep C    | 15 november 2014       | 5                | 2012             | Kwartfinales (1996, 2012)        |
| Burkina Faso       | Tweede Groep C     | 15 november 2014       | 9                | 2013             | Tweede (2013)                    |
| Senegal            | Tweede Groep G     | 15 november 2014       | 13               | 2012             | Tweede (2002)                    |
| Ivoorkust          | Tweede Groep D     | 19 november 2014       | 20               | 2012             | Winnaar (1992)                   |
| Ghana              | Winnaar Groep E    | 19 november 2014       | 19               | 2013             | Winnaar (1963, 1965, 1978, 1982) |
| Guinee             | Tweede Groep E     | 19 november 2014       | 11               | 2012             | Tweede (1976)                    |
| Mali               | Tweede Groep B     | 19 november 2014       | 8                | 2013             | Tweede (1972)                    |
| Congo-Brazzaville  | Tweede Groep A     | 19 november 2014       | 7                | 2000             | Winnaar (1976)                   |
| Congo-Kinshasa     | Beste derde        | 19 november 2014       | 17               | 2013             | Winnaar (1968, 1974)             |

## Speelsteden
De vier geselecteerde speelsteden zijn Malabo, Bata, Mongomo en Ebebiyín.
Malabo en Bata waren ook speelsteden tijdens het Afrikaans kampioenschap voetbal 2012.

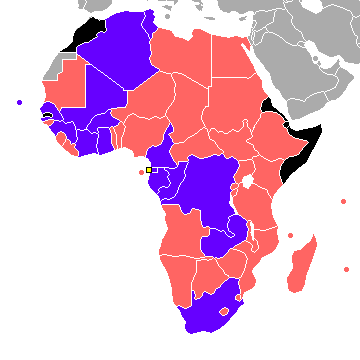
Gekwalificeerd
Niet gekwalificeerd
Gediskwalificeerd of teruggetrokken
Niet lid van CAF

| · Malabo Bata Mongomo Ebebiyín | · Malabo Bata Mongomo Ebebiyín | Bata               | Malabo                    |
| · Malabo Bata Mongomo Ebebiyín | · Malabo Bata Mongomo Ebebiyín | Estadio de Bata    | Nuevo Estadio de Malabo   |
| · Malabo Bata Mongomo Ebebiyín | · Malabo Bata Mongomo Ebebiyín |                    |                           |
| · Malabo Bata Mongomo Ebebiyín | · Malabo Bata Mongomo Ebebiyín | Capaciteit: 35.700 | Capaciteit: 15.250        |
| · Malabo Bata Mongomo Ebebiyín | · Malabo Bata Mongomo Ebebiyín | Mongomo            | Ebebiyín                  |
| · Malabo Bata Mongomo Ebebiyín | · Malabo Bata Mongomo Ebebiyín | Estadio de Mongomo | Nuevo Estadio de Ebebiyín |
| · Malabo Bata Mongomo Ebebiyín | · Malabo Bata Mongomo Ebebiyín |                    |                           |
| · Malabo Bata Mongomo Ebebiyín | · Malabo Bata Mongomo Ebebiyín | Capaciteit: 10.000 | Capaciteit: 5.000         |

## Loting
De ploegen zullen worden geloot in 4 groepen bestaand uit 4 ploegen. De ploegen uit elke groep spelen elk één keer tegen de drie tegenstanders. De eerste twee van elke groep gaan door naar de kwartfinales. De winnaars van de kwartfinales gaan door naar de halve finales. De verliezers van de halve finales spelen voor de derde plaats. De winnaars van de halve finales spelen de finale.
De loting wordt gehouden op 3 december 2014 in Malabo.
| Resultaat                     | Punten |
| ----------------------------- | ------ |
| Winnaar                       | 7      |
| Tweede                        | 5      |
| Verliezende halvefinalist     | 3      |
| Verliezende kwartfinalist     | 2      |
| Uitgeschakeld in eerste ronde | 1      |

Een extra coëfficiënt werd toegekend bij elke van de drie laatste behaalde edities van het Afrikaans kampioenschap voetbal:
- 2013: punten vermenigvuldigd met 3
- 2012: punten vermenigvuldigd met 2
- 2010: punten vermenigvuldigd met 1

De ploegen werden verdeeld in vier potten volgens hun behaalde ranking. Elke groep zal bestaan uit een ploeg uit elke pot.
| Pot 1                                                                           | Pot 2                                                                    | Pot 3                                                                           | Pot 4                                                                               |
| ------------------------------------------------------------------------------- | ------------------------------------------------------------------------ | ------------------------------------------------------------------------------- | ----------------------------------------------------------------------------------- |
| Equatoriaal-Guinea (Gastland) Ghana (48 ptn) Ivoorkust (44 ptn) Zambia (41 ptn) | Burkina Faso (40 ptn) Mali (38 ptn) Tunesië (32,5 ptn) Algerije (28 ptn) | Kaapverdië (26,5 ptn) Zuid-Afrika (23,5 ptn) Kameroen (23,5 ptn) Gabon (22 ptn) | Guinee (19 ptn) Senegal (19 ptn) Congo-Kinshasa (18 ptn) Congo-Brazzaville (13 ptn) |

## Scheidsrechters

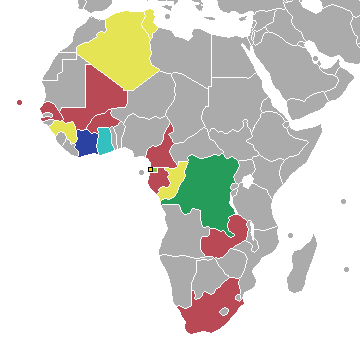
Resultaten van de deelnemende landen.
Kampioen
Tweede plek
Derde plek
Vierde plek
Kwartfinale
Groepsfase

## Groepsfase

### Beslissingscriteria
In eerste instantie worden teams gerangschikt op het aantal punten in alle groepswedstrijden. Mochten twee of meer teams hetzelfde puntenaantal hebben, bepalen de volgende criteria hun positie:
1. Hoogste aantal punten verkregen bij de onderlinge wedstrijden tussen de teams.
2. Doelsaldo verkregen bij de onderlinge wedstrijden tussen de gelijk eindigende teams (als er meer dan twee teams gelijk staan);
3. Hoogste aantal gescoorde doelpunten verkregen bij de onderlinge wedstrijden tussen de teams (als er meer dan twee teams gelijk staan);
4. Doelsaldo verkregen bij alle wedstrijden in de groep;
5. Hoogste aantal gescoorde doelpunten verkregen bij alle wedstrijden in de groep;
6. Fair-Playklassement van het toernooi;
7. Mochten er, na het toepassen van criteria 1 t/m 6, nog steeds twee teams gelijk eindigen, dan wordt er geloot om de positie te bepalen

### Groep A
| Land               | Wed | Win | Gel | Ver | DV | DT | +/− | Pnt |
| ------------------ | --- | --- | --- | --- | -- | -- | --- | --- |
| Congo-Brazzaville  | 3   | 2   | 1   | 0   | 4  | 2  | +2  | 7   |
| Equatoriaal-Guinea | 3   | 1   | 2   | 0   | 3  | 1  | +2  | 5   |
| Gabon              | 3   | 1   | 0   | 2   | 2  | 3  | –1  | 3   |
| Burkina Faso       | 3   | 0   | 1   | 2   | 1  | 4  | –3  | 1   |

|                                                  |                    |       |                   |                                                                           |
| 17 januari 2015 «onderlinge duels» 17:00 (UTC+1) | Equatoriaal-Guinea | 1 – 1 | Congo-Brazzaville | Estadio de Bata, Bata Toeschouwers: 40.245 Scheidsrechter: Bakary Gassama |
| 17 januari 2015 «onderlinge duels» 17:00 (UTC+1) | Nsue 17'           |       | 87' Bifouma       | Estadio de Bata, Bata Toeschouwers: 40.245 Scheidsrechter: Bakary Gassama |

|                                                  |              |                           |       |                                                                                    |
| 17 januari 2015 «onderlinge duels» 20:00 (UTC+1) | Burkina Faso | 0 – 2                     | Gabon | Estadio de Bata, Bata Toeschouwers: 40.245 Scheidsrechter: Rajindraparsad Seechurn |
| 17 januari 2015 «onderlinge duels» 20:00 (UTC+1) |              | 19' Aubameyang 72' Evouna |       | Estadio de Bata, Bata Toeschouwers: 40.245 Scheidsrechter: Rajindraparsad Seechurn |

|                                                  |                    |       |              |                                                                        |
| 21 januari 2015 «onderlinge duels» 17:00 (UTC+1) | Equatoriaal-Guinea | 0 – 0 | Burkina Faso | Estadio de Bata, Bata Toeschouwers: 39.867 Scheidsrechter: Sidi Alioum |
| 21 januari 2015 «onderlinge duels» 17:00 (UTC+1) |                    |       |              | Estadio de Bata, Bata Toeschouwers: 39.867 Scheidsrechter: Sidi Alioum |

|                                                  |       |              |                   |                                                                         |
| 21 januari 2015 «onderlinge duels» 20:00 (UTC+1) | Gabon | 0 – 1        | Congo-Brazzaville | Estadio de Bata, Bata Toeschouwers: 34.782 Scheidsrechter: Víctor Gomes |
| 21 januari 2015 «onderlinge duels» 20:00 (UTC+1) |       | 48' Oniangué |                   | Estadio de Bata, Bata Toeschouwers: 34.782 Scheidsrechter: Víctor Gomes |

|                                                  |       |                                |                    |                                                                            |
| 25 januari 2015 «onderlinge duels» 19:00 (UTC+1) | Gabon | 0 – 2                          | Equatoriaal-Guinea | Estadio de Bata, Bata Toeschouwers: 39.230 Scheidsrechter: Noumandiez Doué |
| 25 januari 2015 «onderlinge duels» 19:00 (UTC+1) |       | 55' (pen.) Balboa 86' Salvador |                    | Estadio de Bata, Bata Toeschouwers: 39.230 Scheidsrechter: Noumandiez Doué |

|                                                  |                        |       |              |                                                                                        |
| 25 januari 2015 «onderlinge duels» 19:00 (UTC+1) | Congo-Brazzaville      | 2 – 1 | Burkina Faso | Nuevo Estadio de Ebebiyín, Ebebiyín Toeschouwers: 7.945 Scheidsrechter: Joseph Lamptey |
| 25 januari 2015 «onderlinge duels» 19:00 (UTC+1) | Bifouma 51' Ondama 88' |       | 86' Bancé    | Nuevo Estadio de Ebebiyín, Ebebiyín Toeschouwers: 7.945 Scheidsrechter: Joseph Lamptey |

### Groep B
| Land           | Wed | Win | Gel | Ver | DV | DT | +/− | Pnt |
| -------------- | --- | --- | --- | --- | -- | -- | --- | --- |
| Tunesië        | 3   | 1   | 2   | 0   | 4  | 3  | +1  | 5   |
| Congo-Kinshasa | 3   | 0   | 3   | 0   | 2  | 2  | 0   | 3   |
| Kaapverdië     | 3   | 0   | 3   | 0   | 1  | 1  | 0   | 3   |
| Zambia         | 3   | 0   | 2   | 1   | 2  | 3  | –1  | 2   |

|                                                  |              |       |                |                                                                                      |
| 18 januari 2015 «onderlinge duels» 17:00 (UTC+1) | Zambia       | 1 – 1 | Congo-Kinshasa | Nuevo Estadio de Ebebiyín, Ebebiyín Toeschouwers: 6.319 Scheidsrechter: Gehad Grisha |
| 18 januari 2015 «onderlinge duels» 17:00 (UTC+1) | Singuluma 2' |       | 64' Bolasie    | Nuevo Estadio de Ebebiyín, Ebebiyín Toeschouwers: 6.319 Scheidsrechter: Gehad Grisha |

|                                                  |            |       |                   |                                                                                            |
| 18 januari 2015 «onderlinge duels» 20:00 (UTC+1) | Tunesië    | 1 – 1 | Kaapverdië        | Nuevo Estadio de Ebebiyín, Ebebiyín Toeschouwers: 6.479 Scheidsrechter: Eric Otogo-Castane |
| 18 januari 2015 «onderlinge duels» 20:00 (UTC+1) | Manser 70' |       | 78' (pen.) Héldon | Nuevo Estadio de Ebebiyín, Ebebiyín Toeschouwers: 6.479 Scheidsrechter: Eric Otogo-Castane |

|                                                  |            |       |                          |                                                                                            |
| 22 januari 2015 «onderlinge duels» 17:00 (UTC+1) | Zambia     | 1 – 2 | Tunesië                  | Nuevo Estadio de Ebebiyín, Ebebiyín Toeschouwers: 8.000 Scheidsrechter: Aboubacar Bangoura |
| 22 januari 2015 «onderlinge duels» 17:00 (UTC+1) | Mayuka 59' |       | 70' Akaïchi 89' Chikaoui | Nuevo Estadio de Ebebiyín, Ebebiyín Toeschouwers: 8.000 Scheidsrechter: Aboubacar Bangoura |

|                                                  |            |       |                |                                                                                         |
| 22 januari 2015 «onderlinge duels» 20:00 (UTC+1) | Kaapverdië | 0 – 0 | Congo-Kinshasa | Nuevo Estadio de Ebebiyín, Ebebiyín Toeschouwers: 7.680 Scheidsrechter: Malang Diedhiou |
| 22 januari 2015 «onderlinge duels» 20:00 (UTC+1) |            |       |                | Nuevo Estadio de Ebebiyín, Ebebiyín Toeschouwers: 7.680 Scheidsrechter: Malang Diedhiou |

|                                                  |            |       |        |                                                                                     |
| 26 januari 2015 «onderlinge duels» 19:00 (UTC+1) | Kaapverdië | 0 – 0 | Zambia | Nuevo Estadio de Ebebiyín, Ebebiyín Toeschouwers: 7.950 Scheidsrechter: Sidi Alioum |
| 26 januari 2015 «onderlinge duels» 19:00 (UTC+1) |            |       |        | Nuevo Estadio de Ebebiyín, Ebebiyín Toeschouwers: 7.950 Scheidsrechter: Sidi Alioum |

|                                                  |                |       |             |                                                                           |
| 26 januari 2015 «onderlinge duels» 19:00 (UTC+1) | Congo-Kinshasa | 1 – 1 | Tunesië     | Estadio de Bata, Bata Toeschouwers: 11.463 Scheidsrechter: Bakary Gassama |
| 26 januari 2015 «onderlinge duels» 19:00 (UTC+1) | Bokila 66'     |       | 31' Akaïchi | Estadio de Bata, Bata Toeschouwers: 11.463 Scheidsrechter: Bakary Gassama |

### Groep C
| Land        | Wed | Win | Gel | Ver | DV | DT | +/− | Pnt |
| ----------- | --- | --- | --- | --- | -- | -- | --- | --- |
| Algerije    | 3   | 2   | 0   | 1   | 5  | 2  | +3  | 6   |
| Ghana       | 3   | 2   | 0   | 1   | 4  | 3  | +1  | 6   |
| Senegal     | 3   | 1   | 1   | 1   | 3  | 4  | –1  | 4   |
| Zuid-Afrika | 3   | 0   | 1   | 2   | 3  | 6  | –3  | 1   |

|                                                  |                    |       |                     |                                                                                  |
| 19 januari 2015 «onderlinge duels» 17:00 (UTC+1) | Ghana              | 1 – 2 | Senegal             | Estadio de Mongomo, Mongomo Toeschouwers: 13.569 Scheidsrechter: Bernard Camille |
| 19 januari 2015 «onderlinge duels» 17:00 (UTC+1) | A. Ayew 14' (pen.) |       | 58' Diouf 90+3' Sow | Estadio de Mongomo, Mongomo Toeschouwers: 13.569 Scheidsrechter: Bernard Camille |

|                                                  |                                               |       |             |                                                                                  |
| 19 januari 2015 «onderlinge duels» 20:00 (UTC+1) | Algerije                                      | 3 – 1 | Zuid-Afrika | Estadio de Mongomo, Mongomo Toeschouwers: 12.788 Scheidsrechter: Noumandiez Doué |
| 19 januari 2015 «onderlinge duels» 20:00 (UTC+1) | Hlatshwayo 68' (e.d.) Ghoulam 73' Slimani 84' |       | 51' Phala   | Estadio de Mongomo, Mongomo Toeschouwers: 12.788 Scheidsrechter: Noumandiez Doué |

|                                                  |            |       |          |                                                                                  |
| 23 januari 2015 «onderlinge duels» 17:00 (UTC+1) | Ghana      | 1 – 0 | Algerije | Estadio de Mongomo, Mongomo Toeschouwers: 12.387 Scheidsrechter: Koman Coulibaly |
| 23 januari 2015 «onderlinge duels» 17:00 (UTC+1) | Gyan 90+2' |       |          | Estadio de Mongomo, Mongomo Toeschouwers: 12.387 Scheidsrechter: Koman Coulibaly |

|                                                  |             |       |           |                                                                                 |
| 23 januari 2015 «onderlinge duels» 20:00 (UTC+1) | Zuid-Afrika | 1 – 1 | Senegal   | Estadio de Mongomo, Mongomo Toeschouwers: 13.374 Scheidsrechter: Ali Lemghaifry |
| 23 januari 2015 «onderlinge duels» 20:00 (UTC+1) | Manyisa 47' |       | 60' Mbodj | Estadio de Mongomo, Mongomo Toeschouwers: 13.374 Scheidsrechter: Ali Lemghaifry |

|                                                  |             |       |                      |                                                                                      |
| 27 januari 2015 «onderlinge duels» 19:00 (UTC+1) | Zuid-Afrika | 1 – 2 | Ghana                | Estadio de Mongomo, Mongomo Toeschouwers: 13.670 Scheidsrechter: Hamada Nampiandraza |
| 27 januari 2015 «onderlinge duels» 19:00 (UTC+1) | Masango 17' |       | 73' Boye 83' A. Ayew | Estadio de Mongomo, Mongomo Toeschouwers: 13.670 Scheidsrechter: Hamada Nampiandraza |

|                                                  |         |                         |          |                                                                                              |
| 27 januari 2015 «onderlinge duels» 19:00 (UTC+1) | Senegal | 0 – 2                   | Algerije | Nuevo Estadio de Malabo, Malabo Toeschouwers: 14.549 Scheidsrechter: Rajindraparsad Seechurn |
| 27 januari 2015 «onderlinge duels» 19:00 (UTC+1) |         | 11' Mahrez 82' Bentaleb |          | Nuevo Estadio de Malabo, Malabo Toeschouwers: 14.549 Scheidsrechter: Rajindraparsad Seechurn |

### Groep D
| Land      | Wed | Win | Gel | Ver | DV | DT | +/− | Pnt |
| --------- | --- | --- | --- | --- | -- | -- | --- | --- |
| Ivoorkust | 3   | 1   | 2   | 0   | 3  | 2  | +1  | 5   |
| Guinee    | 3   | 0   | 3   | 0   | 3  | 3  | 0   | 3   |
| Mali      | 3   | 0   | 3   | 0   | 3  | 3  | 0   | 3   |
| Kameroen  | 3   | 0   | 2   | 1   | 2  | 3  | –1  | 2   |

|                                                  |                          |       |             |                                                                                        |
| 20 januari 2015 «onderlinge duels» 17:00 (UTC+1) | Ivoorkust                | 1 – 1 | Guinee      | Nuevo Estadio de Malabo, Malabo Toeschouwers: 14.875 Scheidsrechter: Mehdi Abid Charef |
| 20 januari 2015 «onderlinge duels» 17:00 (UTC+1) | Doumbia 72' Gervinho 58' |       | 36' Yattara | Nuevo Estadio de Malabo, Malabo Toeschouwers: 14.875 Scheidsrechter: Mehdi Abid Charef |

|                                                  |              |       |            |                                                                                 |
| 20 januari 2015 «onderlinge duels» 20:00 (UTC+1) | Mali         | 1 – 1 | Kameroen   | Nuevo Estadio de Malabo, Malabo Toeschouwers: nnb Scheidsrechter: Janny Sikazwe |
| 20 januari 2015 «onderlinge duels» 20:00 (UTC+1) | Yatabaré 71' |       | 83' Oyongo | Nuevo Estadio de Malabo, Malabo Toeschouwers: nnb Scheidsrechter: Janny Sikazwe |

|                                                  |            |       |         |                                                                                         |
| 24 januari 2015 «onderlinge duels» 17:00 (UTC+1) | Ivoorkust  | 1 – 1 | Mali    | Nuevo Estadio de Malabo, Malabo Toeschouwers: 14.890 Scheidsrechter: Bouchaïb El Ahrach |
| 24 januari 2015 «onderlinge duels» 17:00 (UTC+1) | Gradel 86' |       | 7' Sako | Nuevo Estadio de Malabo, Malabo Toeschouwers: 14.890 Scheidsrechter: Bouchaïb El Ahrach |

|                                                  |               |       |            |                                                                                     |
| 24 januari 2015 «onderlinge duels» 20:00 (UTC+1) | Kameroen      | 1 – 1 | Guinee     | Nuevo Estadio de Malabo, Malabo Toeschouwers: 15.000 Scheidsrechter: Tessema Bamlak |
| 24 januari 2015 «onderlinge duels» 20:00 (UTC+1) | Moukandjo 13' |       | 42' Traoré | Nuevo Estadio de Malabo, Malabo Toeschouwers: 15.000 Scheidsrechter: Tessema Bamlak |

|                                                  |          |            |           |                                                                                         |
| 28 januari 2015 «onderlinge duels» 19:00 (UTC+1) | Kameroen | 0 – 1      | Ivoorkust | Nuevo Estadio de Malabo, Malabo Toeschouwers: 15.230 Scheidsrechter: Eric Otogo-Castane |
| 28 januari 2015 «onderlinge duels» 19:00 (UTC+1) |          | 36' Gradel |           | Nuevo Estadio de Malabo, Malabo Toeschouwers: 15.230 Scheidsrechter: Eric Otogo-Castane |

|                                                  |                     |       |           |                                                                                     |
| 28 januari 2015 «onderlinge duels» 19:00 (UTC+1) | Guinee              | 1 – 1 | Mali      | Estadio de Mongomo, Mongomo Toeschouwers: 13.470 Scheidsrechter: Mohamed Said Kordi |
| 28 januari 2015 «onderlinge duels» 19:00 (UTC+1) | Constant 14' (pen.) |       | 47' Maïga | Estadio de Mongomo, Mongomo Toeschouwers: 13.470 Scheidsrechter: Mohamed Said Kordi |

## Knock-outfase
|  | kwartfinale         | kwartfinale         |                    |       | halve finale        | halve finale        |       |  | finale | finale |
|  |                     |                     |                    |       |                     |                     |       |  |        |        |
|  | 31 januari – Bata   |                     |                    |       |                     |                     |       |  |        |        |
|  |                     |                     |                    |       |                     |                     |       |  |        |        |
|  | Congo-Brazzaville   | 2                   |                    |       |                     |                     |       |  |        |        |
|  | Congo-Brazzaville   | 2                   | 4 februari – Bata  |       |                     |                     |       |  |        |        |
|  | Congo-Kinshasa      | 4                   |                    |       |                     |                     |       |  |        |        |
|  | Congo-Kinshasa      | 4                   | Congo-Kinshasa     | 1     |                     |                     |       |  |        |        |
|  | 1 februari – Malabo |                     | Congo-Kinshasa     | 1     |                     |                     |       |  |        |        |
|  |                     | Ivoorkust           | 3                  |       |                     |                     |       |  |        |        |
|  | Ivoorkust           | Ivoorkust           | 3                  | 3     |                     |                     |       |  |        |        |
|  | Ivoorkust           |                     | 8 februari – Bata  | 3     |                     |                     |       |  |        |        |
|  | Algerije            | 1                   |                    |       |                     |                     |       |  |        |        |
|  | Algerije            | 1                   | Ivoorkust          | 0 (9) |                     |                     |       |  |        |        |
|  | 1 februari – Malabo |                     | Ivoorkust          | 0 (9) |                     |                     |       |  |        |        |
|  |                     | Ghana               | 0 (8)              |       |                     |                     |       |  |        |        |
|  | Ghana               | Ghana               | 0 (8)              | 3     |                     |                     |       |  |        |        |
|  | Ghana               | 5 februari – Malabo |                    | 3     |                     |                     |       |  |        |        |
|  | Guinee              | 0                   |                    |       |                     |                     |       |  |        |        |
|  | Guinee              | 0                   | Ghana              | 3     | derde plaats        | derde plaats        |       |  |        |        |
|  | 31 januari – Bata   |                     | Ghana              | 3     | derde plaats        | derde plaats        |       |  |        |        |
|  |                     | Equatoriaal-Guinea  | 0                  |       | 7 februari – Malabo | 7 februari – Malabo |       |  |        |        |
|  | Tunesië             | Equatoriaal-Guinea  | 0                  | 1     | 7 februari – Malabo | 7 februari – Malabo |       |  |        |        |
|  | Tunesië             |                     |                    |       |                     | Congo-Kinshasa      | 0 (4) |  |        |        |
|  | Equatoriaal-Guinea  | 2                   |                    |       |                     | Congo-Kinshasa      | 0 (4) |  |        |        |
|  | Equatoriaal-Guinea  | 2                   | Equatoriaal-Guinea | 0 (2) |                     |                     |       |  |        |        |
|  |                     |                     | Equatoriaal-Guinea | 0 (2) |                     |                     |       |  |        |        |

### Kwartfinales
|                                                  |                      |       |                                           |                                                                            |
| 31 januari 2015 «onderlinge duels» 17:00 (UTC+1) | Congo-Brazzaville    | 2 – 4 | Congo-Kinshasa                            | Estadio de Bata, Bata Toeschouwers: 31.670 Scheidsrechter: Bernard Camille |
| 31 januari 2015 «onderlinge duels» 17:00 (UTC+1) | Doré 55' Bifouma 62' |       | 65', 90+1' Mbokani 75' Bokila 81' Kimuaki | Estadio de Bata, Bata Toeschouwers: 31.670 Scheidsrechter: Bernard Camille |

|                                                  |             |              |                           |                                                                                    |
| 31 januari 2015 «onderlinge duels» 20:30 (UTC+1) | Tunesië     | 1 – 2 (n.v.) | Equatoriaal-Guinea        | Estadio de Bata, Bata Toeschouwers: 41.000 Scheidsrechter: Rajindraparsad Seechurn |
| 31 januari 2015 «onderlinge duels» 20:30 (UTC+1) | Akaïchi 70' |              | 90+3' (pen.), 102' Balboa | Estadio de Bata, Bata Toeschouwers: 41.000 Scheidsrechter: Rajindraparsad Seechurn |

|                                                  |                         |       |                    |                                                                                    |
| 1 februari 2015 «onderlinge duels» 17:00 (UTC+1) | Ghana                   | 3 – 0 | Guinee             | Nuevo Estadio de Malabo, Malabo Toeschouwers: 14.500 Scheidsrechter: Janny Sikazwe |
| 1 februari 2015 «onderlinge duels» 17:00 (UTC+1) | Atsu 4', 61' Appiah 44' |       | 33', 90+4' Yattara | Nuevo Estadio de Malabo, Malabo Toeschouwers: 14.500 Scheidsrechter: Janny Sikazwe |

|                                                  |                              |       |             |                                                                                     |
| 1 februari 2015 «onderlinge duels» 20:30 (UTC+1) | Ivoorkust                    | 3 – 1 | Algerije    | Nuevo Estadio de Malabo, Malabo Toeschouwers: 15.000 Scheidsrechter: Bakary Gassama |
| 1 februari 2015 «onderlinge duels» 20:30 (UTC+1) | Bony 26', 68' Gervinho 90+4' |       | 51' Soudani | Nuevo Estadio de Malabo, Malabo Toeschouwers: 15.000 Scheidsrechter: Bakary Gassama |

### Halve finales
|                                                  |                    |       |                                     |                                                                        |
| 4 februari 2015 «onderlinge duels» 20:00 (UTC+1) | Congo-Kinshasa     | 1 – 3 | Ivoorkust                           | Estadio de Bata, Bata Toeschouwers: 30.000 Scheidsrechter: Sidi Alioum |
| 4 februari 2015 «onderlinge duels» 20:00 (UTC+1) | Mbokani 24' (pen.) |       | 20' Y. Touré 41' Gervinho 68' Kanon | Estadio de Bata, Bata Toeschouwers: 30.000 Scheidsrechter: Sidi Alioum |

|                                                  |                                              |       |                    |                                                                                         |
| 5 februari 2015 «onderlinge duels» 20:00 (UTC+1) | Ghana                                        | 3 – 0 | Equatoriaal-Guinea | Nuevo Estadio de Malabo, Malabo Toeschouwers: 15.250 Scheidsrechter: Eric Otogo-Castane |
| 5 februari 2015 «onderlinge duels» 20:00 (UTC+1) | J. Ayew 42' (pen.) Mubarak 45+1' A. Ayew 75' |       |                    | Nuevo Estadio de Malabo, Malabo Toeschouwers: 15.250 Scheidsrechter: Eric Otogo-Castane |

### Troostfinale
|                                                  |                                |              |                               |                                                              |
| 7 februari 2015 «onderlinge duels» 17:00 (UTC+1) | Congo-Kinshasa                 | 0 – 0 (n.v.) | Equatoriaal-Guinea            | Nuevo Estadio de Malabo, Malabo Scheidsrechter: Gehad Grisha |
| 7 februari 2015 «onderlinge duels» 17:00 (UTC+1) |                                |              |                               | Nuevo Estadio de Malabo, Malabo Scheidsrechter: Gehad Grisha |
| 7 februari 2015 «onderlinge duels» 17:00 (UTC+1) | Strafschoppen                  |              |                               | Nuevo Estadio de Malabo, Malabo Scheidsrechter: Gehad Grisha |
| 7 februari 2015 «onderlinge duels» 17:00 (UTC+1) | Mabwati Mabidi Mbemba Mongongu | 4 – 2        | Balboa Fabiani Juvenal Ellong | Nuevo Estadio de Malabo, Malabo Scheidsrechter: Gehad Grisha |

### Finale
|                                                  |                                                                         |              |                                                                             |                                                                           |
| 8 februari 2015 «onderlinge duels» 20:00 (UTC+1) | Ivoorkust                                                               | 0 – 0 (n.v.) | Ghana                                                                       | Estadio de Bata, Bata Toeschouwers: 38.000 Scheidsrechter: Bakary Gassama |
| 8 februari 2015 «onderlinge duels» 20:00 (UTC+1) | wedstrijdverslag                                                        |              |                                                                             | Estadio de Bata, Bata Toeschouwers: 38.000 Scheidsrechter: Bakary Gassama |
| 8 februari 2015 «onderlinge duels» 20:00 (UTC+1) | Strafschoppen                                                           |              |                                                                             | Estadio de Bata, Bata Toeschouwers: 38.000 Scheidsrechter: Bakary Gassama |
| 8 februari 2015 «onderlinge duels» 20:00 (UTC+1) | Bony Tallo Aurier Doumbia Y. Touré Kalou K. Touré Kanon Bailly Die Copa | 9 – 8        | Mubarak J. Ayew Acquah Acheampong A. Ayew Mensah Badu Afful Baba Boye Razak | Estadio de Bata, Bata Toeschouwers: 38.000 Scheidsrechter: Bakary Gassama |

| Afrikaans kampioenschap voetbal Winnaar 2015 |
| -------------------------------------------- |
| IVOORKUST 2de titel                          |

## Doelpuntenmakers
3 doelpunten
- Thievy Bifouma
- Dieumerci Mbokani

- Javier Balboa
- André Ayew

- Ahmed Akaïchi

2 doelpunten
- Jeremy Bokila
- Christian Atsu

- Wilfried Bony
- Gervinho

- Max Gradel

1 doelpunt
- Nabil Bentaleb
- Faouzi Ghoulam
- Riyad Mahrez
- Islam Slimani
- El Arbi Hillel Soudani
- Aristide Bancé
- Benjamin Moukandjo
- Ambroise Oyongo
- Héldon
- Férébory Doré
- Fabrice Ondama
- Prince Oniangue
- Yannick Bolasie
- Joël Kimwaki

- Emilio Nsue
- Ibán Edú
- Pierre-Emerick Aubameyang
- Malick Evouna
- Kwesi Appiah
- Jordan Ayew
- John Boye
- Asamoah Gyan
- Wakaso Mubarak
- Kévin Constant
- Ibrahima Traoré
- Mohamed Yattara
- Seydou Doumbia
- Wilfried Kanon

- Yaya Touré
- Bakary Sako
- Modibo Maïga
- Sambou Yatabaré
- Mame Biram Diouf
- Kara Mbodj
- Moussa Sow
- Oupa Manyisa
- Mandla Masango
- Thuso Phala
- Yassine Chikhaoui
- Mohamed Ali Moncer
- Emmanuel Mayuka
- Given Singuluma

Eigen doelpunt
- Thulani Hlatshwayo (Tegen Algerije)

## In beeld

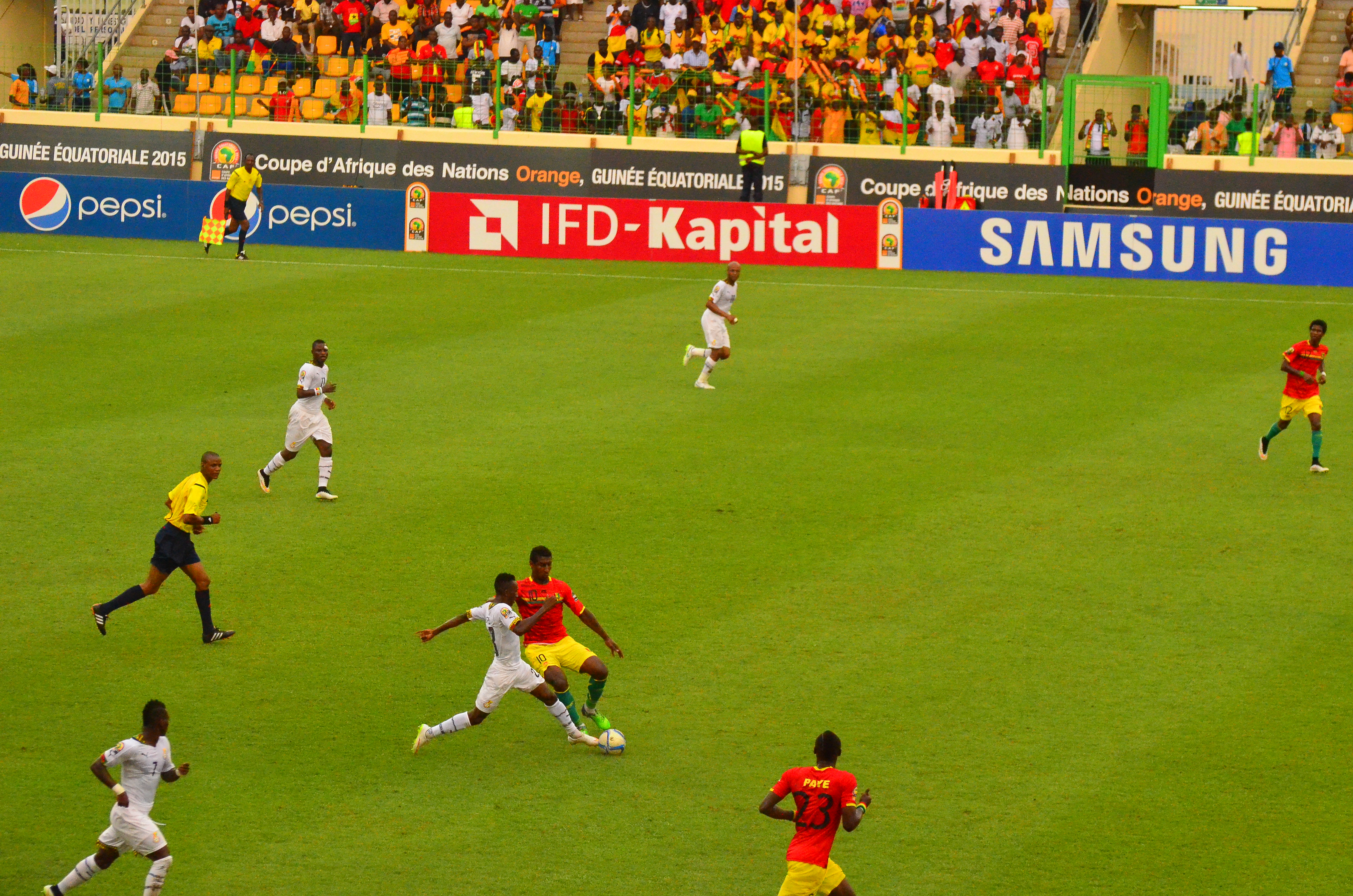
Kwartfinale (Ghana – Guinee)
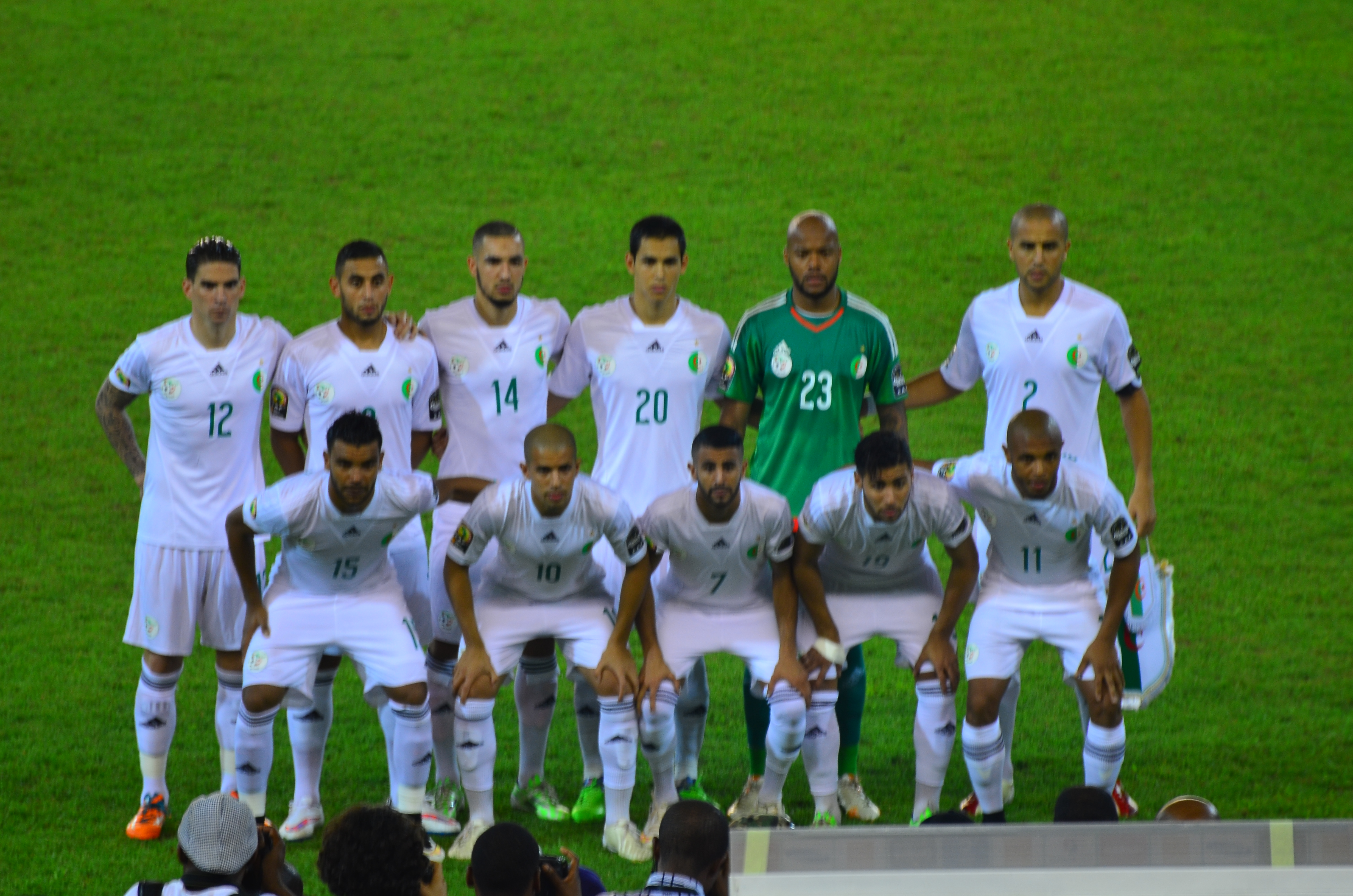
Kwartfinale (Team van Algerije)
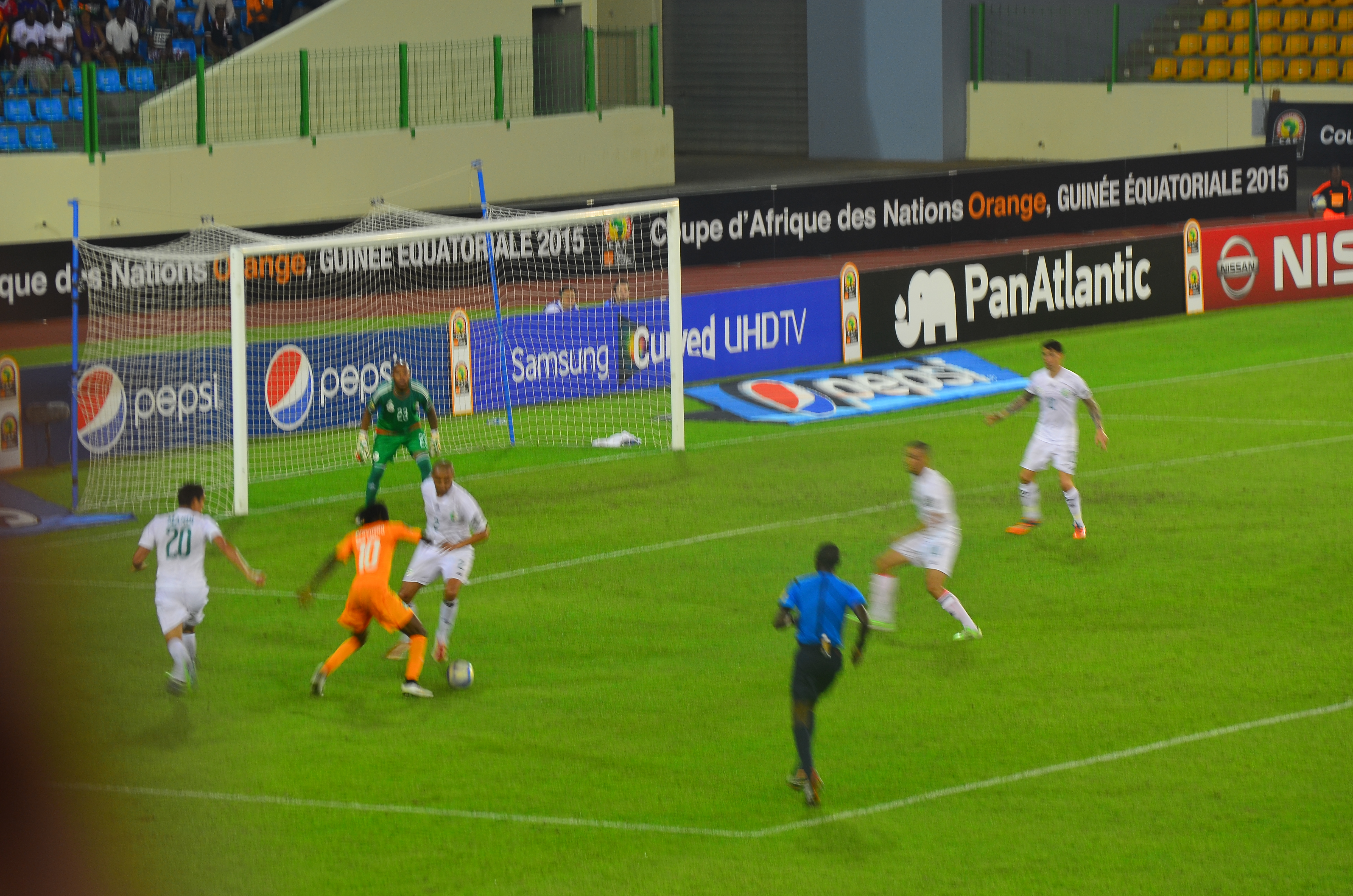
Kwartfinale (Ivoorkust – Algerije)
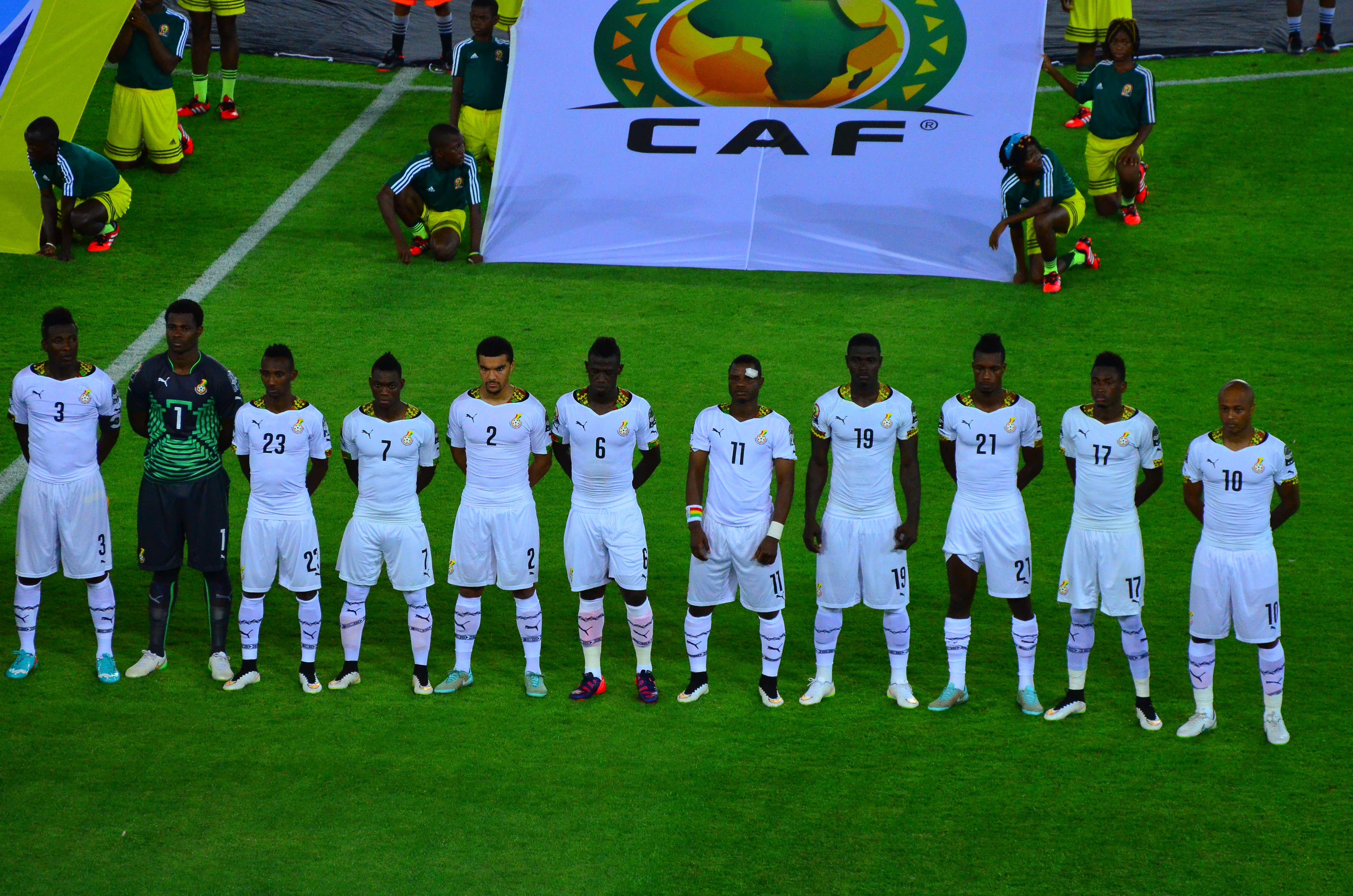
Finale (Team van Ghana)
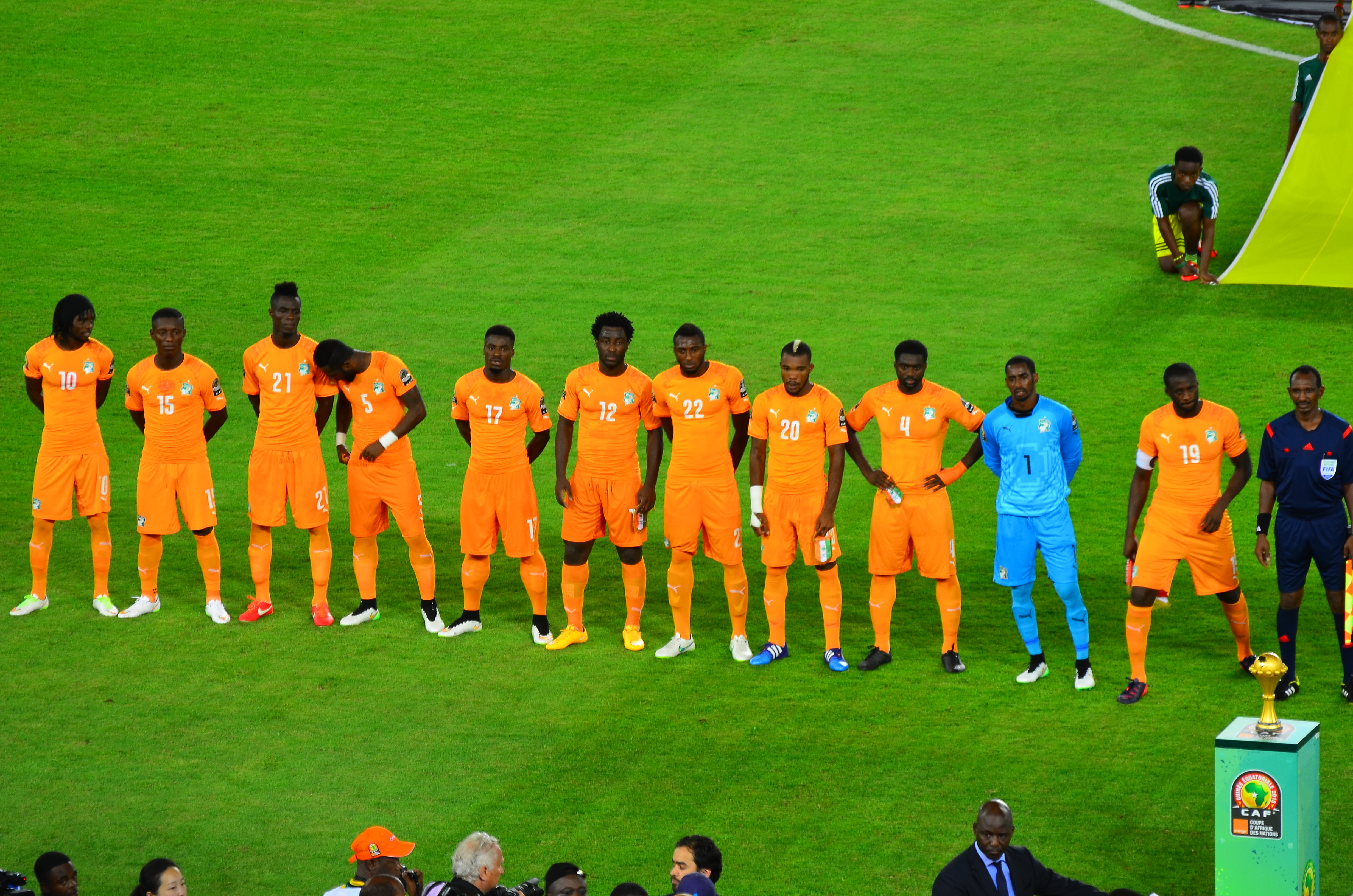
Finale (Team van Ivoorkust)
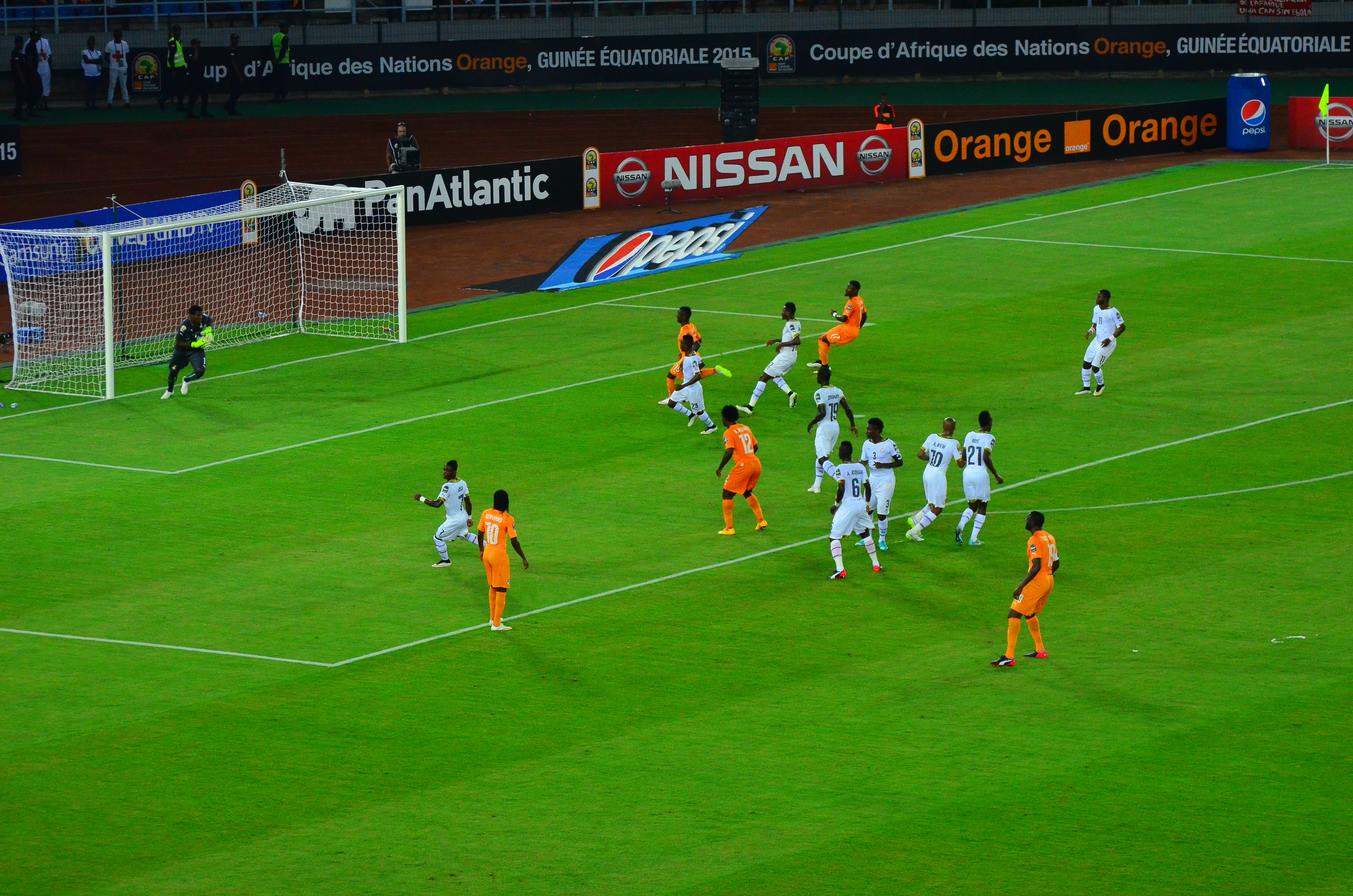
Finale (Ivoorkust – Ghana)
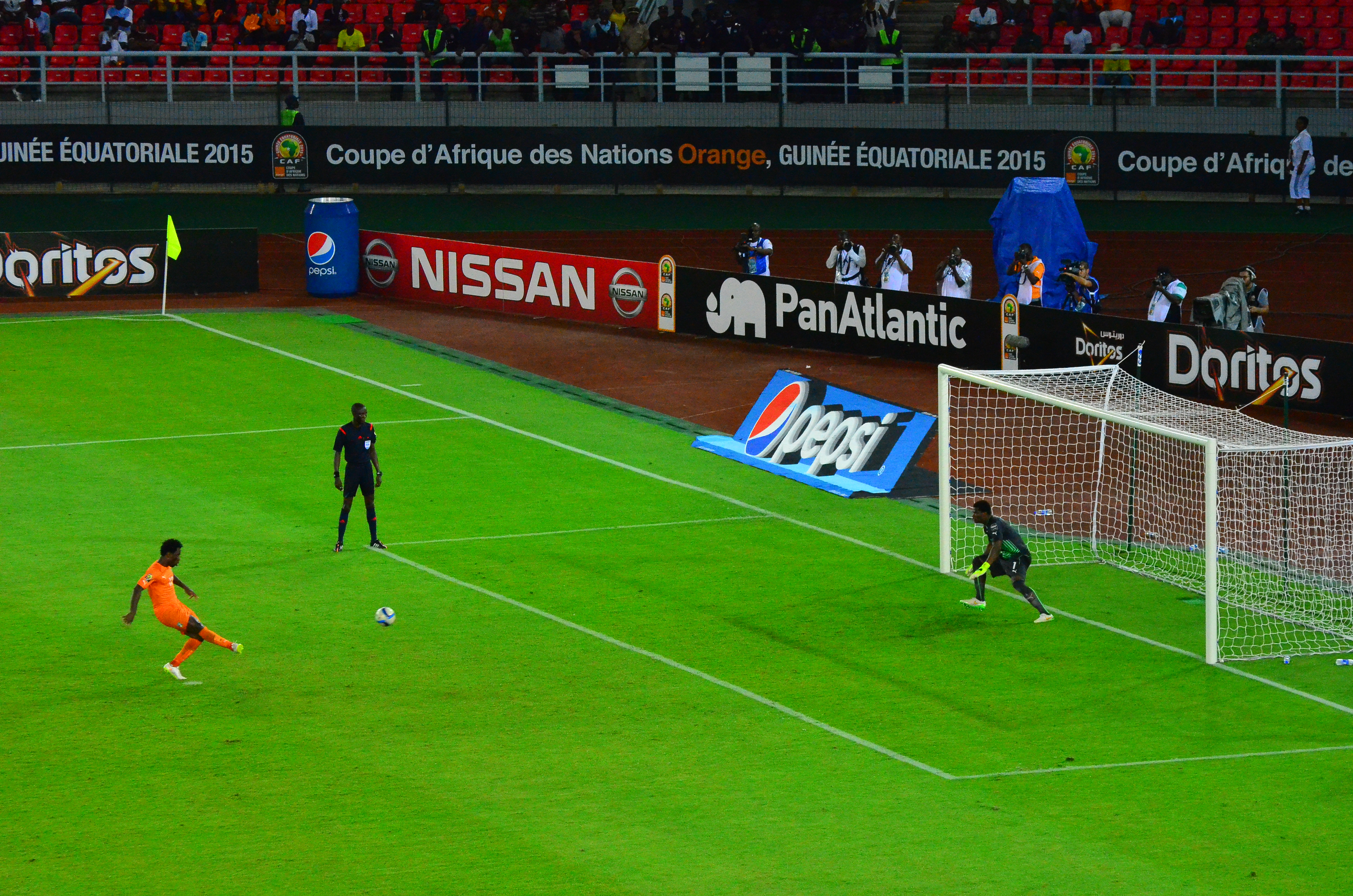
Finale (strafschoppen)